# Swayd
Pour les articles homonymes, voir Meyer.
Swayd (alias de Richard Meyer, né en novembre 1970 à Lausanne, en Suisse), est un producteur et un compositeur de pop, de musique électronique et de musique de film.
Il a travaillé en tant que programmeur personnel de Mutt Lange pour des productions telles que Britney Spears ("Don't Let Me Be The Last To Know"), The Corrs, ("Breathless", "Irresistible" et "All The Love In The World"), Céline Dion ("If Walls Could Talk") et l'album Up! (2002) de Shania Twain ainsi que comme remixeur pour The Young Gods. Il a également produit et enregistré le single "Lucky" (#3 CH) pour Bastian Baker.
"Shakti Shanti ", album issu d'un long voyage à travers l'Inde, apparait sur diverses compilations telles que Café Buddha: The Cream of Chilled Cuisine (2006), Beyond Bollywood (2008) et Top 40 Ultimate Asian Classic Bar Grooves (2009) sur laquelle douze titres de l'album y figurent.
Franz Treichler, membre initial du groupe The Young Gods parle de la musique de Swayd comme: 
«Une musique comme un pont entre deux cultures, un trait d'union entre deux mondes apparemment éloignés, une musique qui trouve ici une identité propre, pleine de cœur et bien loin d'un collage opportuniste.»
Swayd est impliqué dans divers projets de musique, de musique de film, de sound design ainsi que de spots publicitaires pour lesquels il travaille en tant que producteur et arrangeur au sein de Lunar Sound.

## Discographie
- Celine Dion - All The Way... A Decade of Song, 1999 [1]
- Britney Spears - Oops!...I Did It Again, 2000 [2]
- The Corrs - In Blue, 2000 [3]
- The Corrs – "Breathless", 2000 [4]
- The Corrs – "All The Love In The World", 2000
- The Corrs – "Irresistible", 2000
- Britney Spears - Don't Let Me Be the Last to Know (Import CD EP), 2001 [5]
- Britney Spears - The Videos, 2001
- America's Sweethearts  –  Original Soundtrack, 2001
- The Corrs – Best of The Corrs, 2001 [6]
- The Corrs – Best of the Corrs (Australia Bonus Track), 2001
- Swayd – Shakti Shanti, 2002 [7],[8]
- Shania Twain - Up!, 2002
- The Corrs - Best of the Corrs: The Videos, 2002
- The Corrs – In Blue (Australia Bonus Tracks CD), 2005
- The Corrs - Dreams: The Ultimate Corrs Collection, 2006
- Swayd – Café Buddha: The Cream of Chilled Cuisine, 2006
- Swayd – Indian Electronica, Vol. 1, 2007
- The Corrs – In Blue (DVD-Audio), 2007
- Swayd - Beyond Bollywood, 2008
- Swayd - Top 40 Ultimate Asian Classic Bar Grooves, 2009
- Bastian Baker - "Lucky", 2011 [9],[10]